# Xenodon rabdocephalus
Xenodon rabdocephalus is een slang uit de familie van de toornslangachtigen (Colubridae).

## Status
De populatiegrootte van deze soort is stabiel. Op de rode lijst van het IUCN is deze soort aangemerkt als niet bedreigd (Least Concern).

## Verspreidingsgebied
De soort komt voor in Belize, Bolivia, Brazilië, Costa Rica, Colombia, Ecuador, El Salvador, Frans-Guyana, Guatemala, Guyana, Honduras, Mexico, Nicaragua, Panama, Peru, Suriname en Venezuela. Daar is deze slang te vinden in bosachtige en door mensen in gebruik genomen omgevingen.